# Alain Coldefy
Alain Coldefy, né le 25 novembre 1946 à Limoges (Haute-Vienne), est un militaire français.
Amiral, il est major général des armées du 1er septembre 2002 au 14 juillet 2005, puis inspecteur général des armées du 15 juillet 2005 au 31 août 2006. Il est ensuite président de l'Académie de marine de 2016 à 2018, et président de la Société des membres de la Légion d'honneur depuis le 17 mai 2018.

## Biographie

### Famille et études
Alain Coldefy est le fils de Jacques Coldefy, médecin général dans le Service de santé des armées. Il suit ses études aux lycées Descartes de Tours puis Gay Lussac de Limoges. À l'issue d'une classe préparatoire scientifique au Prytanée militaire de la Flèche, il intègre l’École Navale en 1965.

### Carrière militaire
À sa sortie de l’école navale, il effectue plusieurs embarquements en Polynésie, en Afrique puis en métropole. En 1972, il rejoint l'École de spécialité missiles artillerie puis embarque successivement sur la frégate Duquesne en qualité de chef de service Artillerie où il participe notamment à la mission « Mousson » puis  sur l'aviso Commandant Bory. Professeur de manœuvre à l’École navale de 1975 à 1978, il commande ensuite le patrouilleur La Paimpolaise à Tahiti puis intègre en 1980 l’école supérieure de guerre navale et le Cours supérieur interarmées. En 1982  il est affecté à la division des programmes de l’état-major de la Marine puis embarque en 1984 pour la première fois sur le Foch et prend en 1987 le commandement de l'escorteur du Chayla.
En mars 1989, il est affecté comme responsable « emplois, carrières » des 5000 officiers de la Marine à la direction du Personnel et prend en 1992 le commandement du Clemenceau en pleine crise des Balkans, lors de la première opération de l’OTAN depuis sa création.
En 1993, il intègre en qualité d’auditeur le Centre des hautes études militaires et l'Institut des hautes études de la Défense nationale avant de rejoindre en 1994 le cabinet militaire des ministres de la Défense François Léotard puis de Charles Millon.

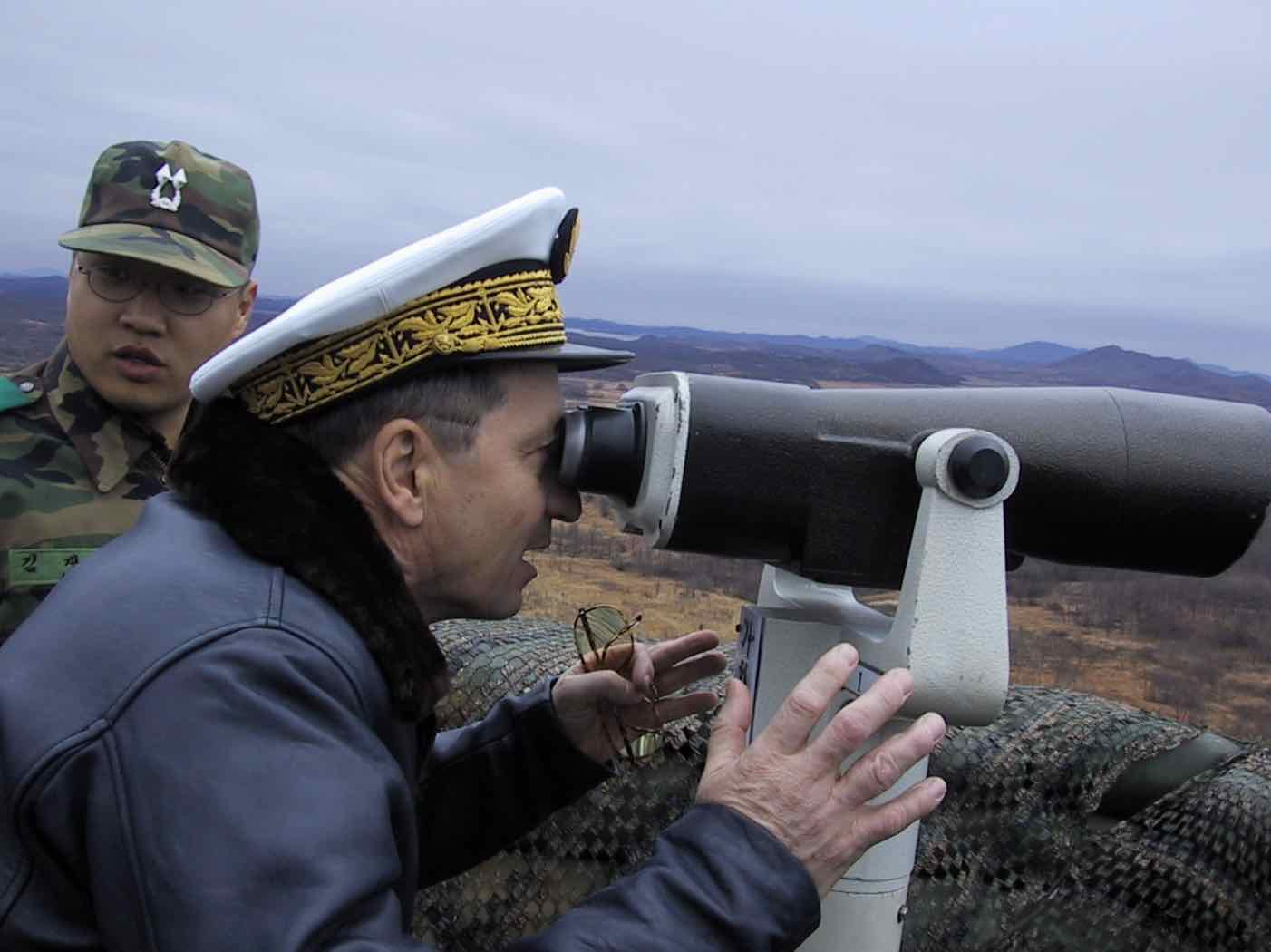
Alain Coldefy en Corée du Sud en 2001 sur la ligne de démarcation de Panmunjeom

Promu contre-amiral en 1996, il devient le chef de la division des relations extérieures à l’État-major des armées avant de prendre le commandement du groupe aéronaval franco-britannique au Kosovo (1999) où il embarque pour la seconde fois à bord du porte-avions Foch. Promu Vice-amiral en 2000, Alain Coldefy est sous-chef Opérations puis sous-chef relations internationales à l’État-major des armées avant d’être promu vice-amiral d'escadre en 2002.
Major général des armées de 2002 à 2005, il prend rang et appellation d'amiral puis Inspecteur général des armées. Il est placé en 2e section, le 1er septembre 2006.

### Carrière dans l'industrie
Il rejoint le groupe  EADS en 2006, en qualité de vice-président chargé des affaires politiques où il occupe la fonction de conseiller « Défense » auprès du président Louis Gallois jusqu'au 1er juillet 2012. Par ailleurs il est administrateur et trésorier du GICAN (Syndicat professionnel de l’industrie navale civile et militaire) de 2006 à 2013.

### Engagements sur les sujets de défense
Alain Coldefy a exercé les fonctions d'administrateur (depuis 2005) puis président (depuis 2011) du Comité d'études de Défense nationale, et dirigé la Revue Défense nationale. Concomitamment il a été vice-président de la Fondation pour la recherche stratégique (FRS) de 2007 à 2013 et directeur de recherche à l'Institut de relations internationales et stratégiques (IRIS), Vice-président des Cercles de Brienne de 2006 à 2012 et président du club « Horizon » du Centre d'étude et de prospective stratégique (CEPS).

### Engagements envers la jeunesse et la solidarité

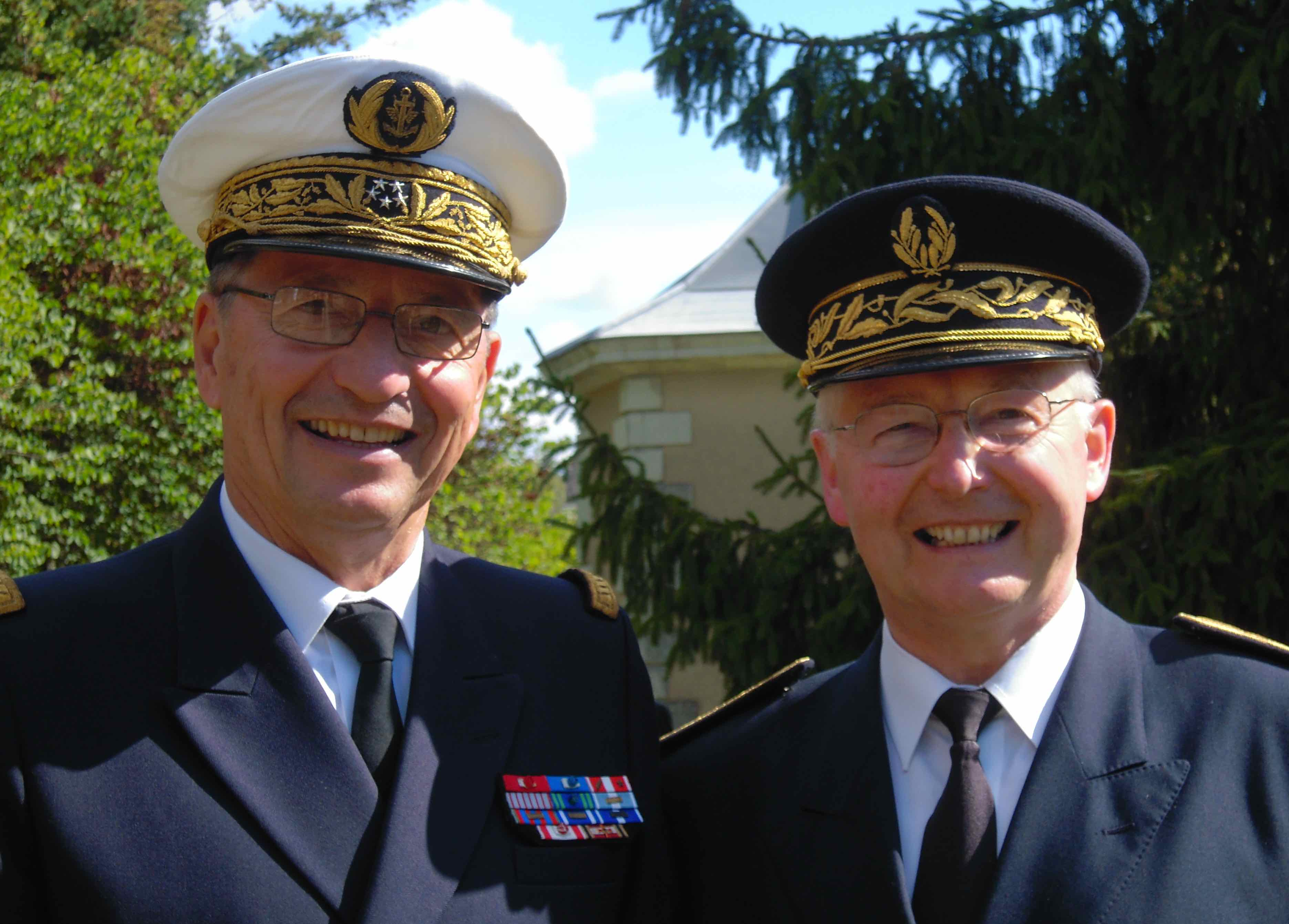
Alain Coldefy au Prytanée militaire de la Flèche en 2010 aux côtés du Sous préfet d'arrondissement

Il a en outre présidé la Commission Armées-Jeunesse et présidé pendant sept ans  l'Association des anciens élèves du Prytanée national militaire de la Flèche (2007-2014).
Le 17 mai 2018, il est élu président de la Société des membres de la Légion d'honneur (SMLH) par le conseil d'administration, lors du congrès de l'association qui se déroule à Toulouse (Haute-Garonne).

### Autres fonctions et responsabilités
- Vice-président de l'Académie de marine de 2014 à 2016[7]  et président de 2016 à 2018[5].
- Membre d’Honneur de l’Académie Royale des Sciences Navales de Suède depuis 2016[7].
- Membre du conseil d'administration de l'Institut des hautes études de Défense nationale[5].
- Membre du conseil d'administration de Défense conseil international (DCI)[5].
- Membre de la Commission spéciale des installations nucléaires de base secrètes[5].
- Directeur d'enseignement politico-militaire au Collège interarmées de Défense[5].
- Président[8] de « France-Amériques » et Président de la section « Défense et Sécurité Nationale » depuis 2015[5].
- Membre de la Société Générale d’Histoire et d’Histoire Diplomatique depuis 2016[9].
- Membre d'European Leadership Network (ELN)[10].
- Distinguished fellow du new Westminster college[11].
- Citoyen d'honneur de la ville de Rocamadour[12]

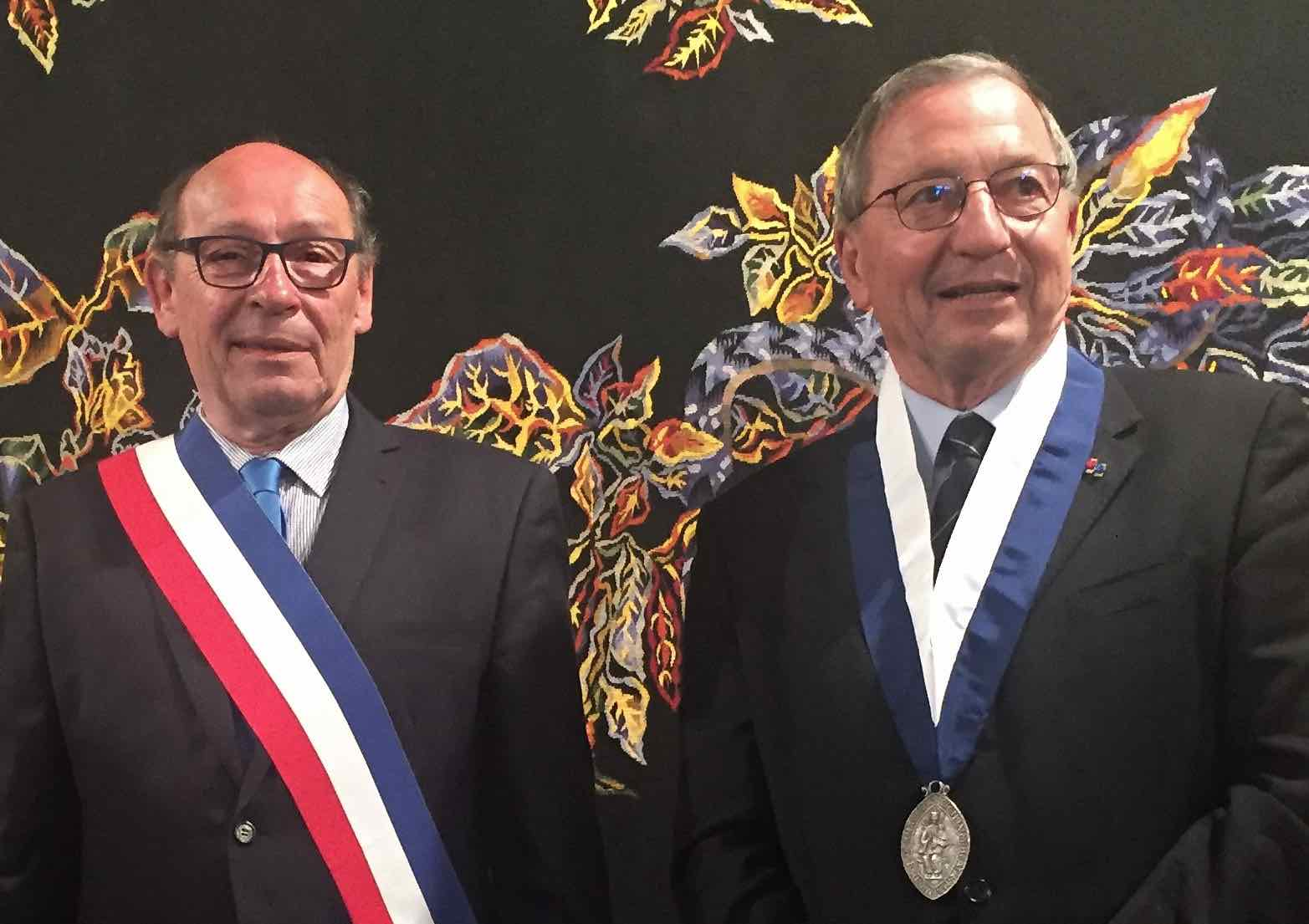
Pascal Jallet, maire de la ville de Rocamadour avec Alain Coldefy, le 14 mai 2019

### Publication
- Alain Coldefy, Le sel et les étoiles, Favre, 10 septembre 2020, 253 p. (ISBN 2828918475).

## Distinctions
- Grand officier de la Légion d'honneur [7]
- Grand-croix de l'ordre national du Mérite [7]
- Croix de la Valeur militaire avec palme et étoile[7]
- Officier du Mérite Maritime
- Croix du combattant
- Médaille d'Outre-Mer
- Médaille commémorative française agrafe Ex Yougoslavie

- Médaille de l'OTAN Ex-Yougoslavie (OTAN)

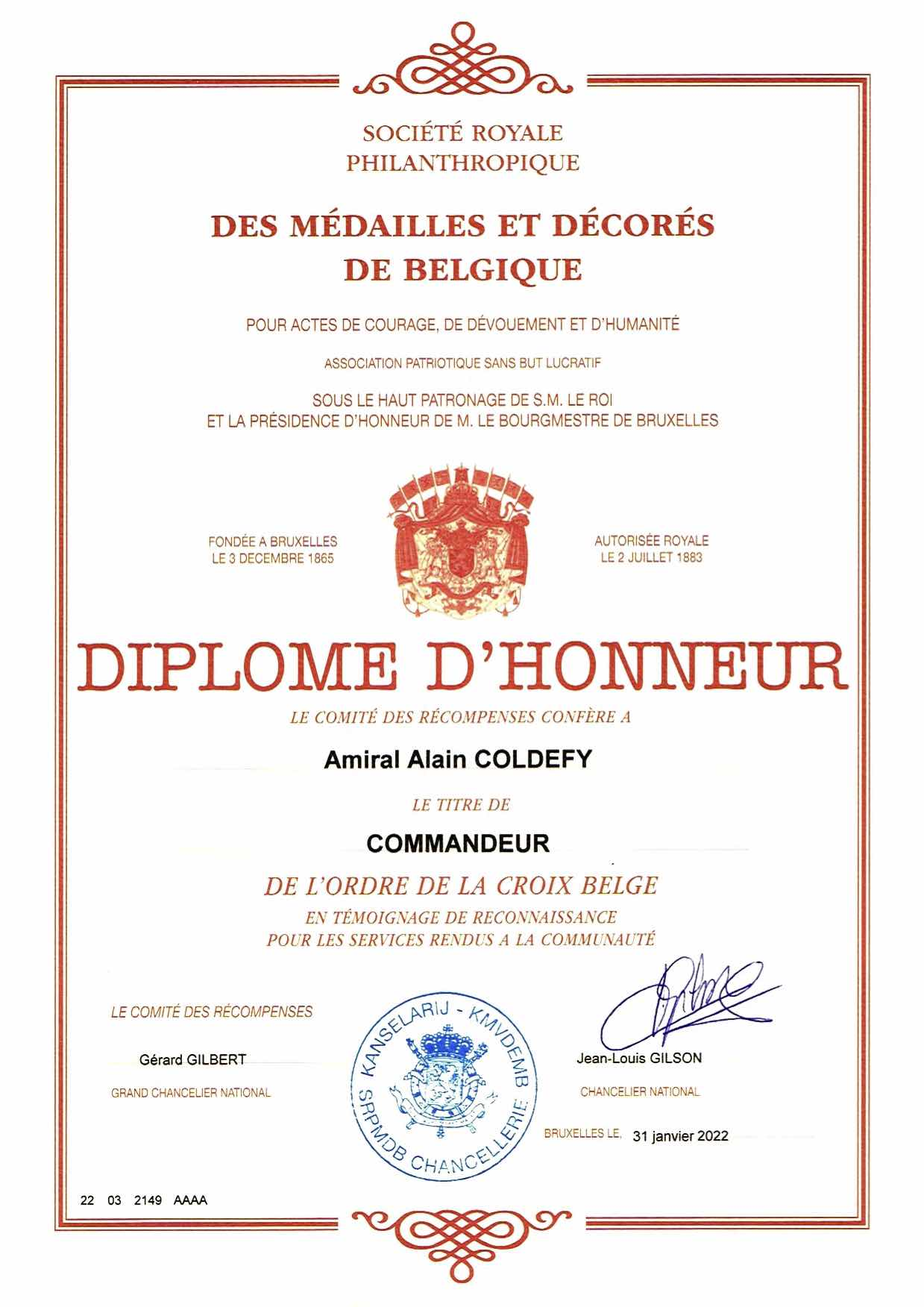
Diplôme de Commandeur de l'Ordre de la Croix Belge

- Médaille de l'OTAN Kosovo (OTAN)

- Commandeur de l'ordre du Mérite de la République fédérale d'Allemagne
- Insigne d'or de la république d'Autriche
- Commandeur de l'Ordre de l'Étoile de Mohéli
- Commandeur de l'Ordre de la Croix Belge[13]
- Médaille d'or de la Renaissance française